# Vera Strasser-Eppelbaum

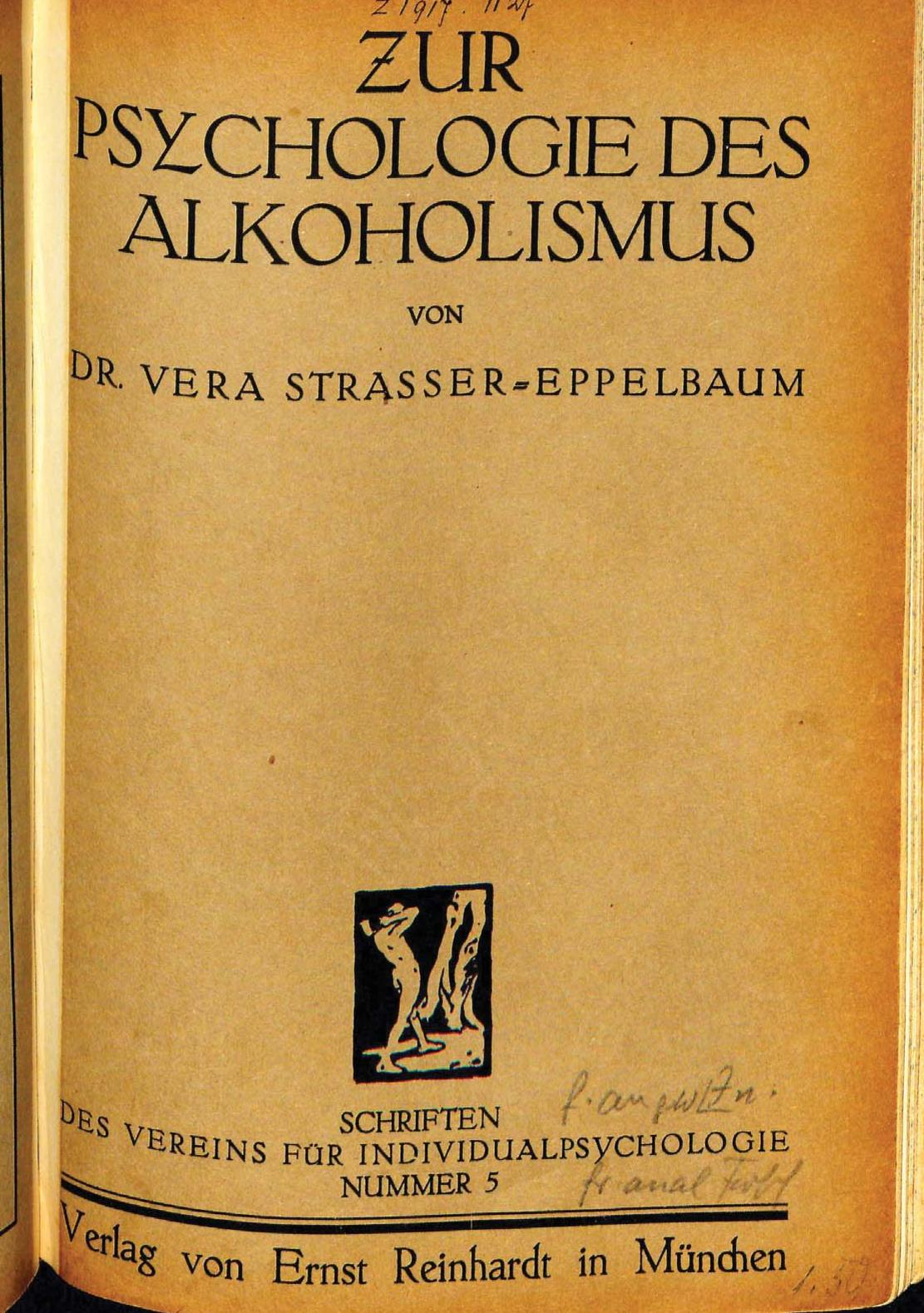
Vera Strasser: Alkoholismus, 1914

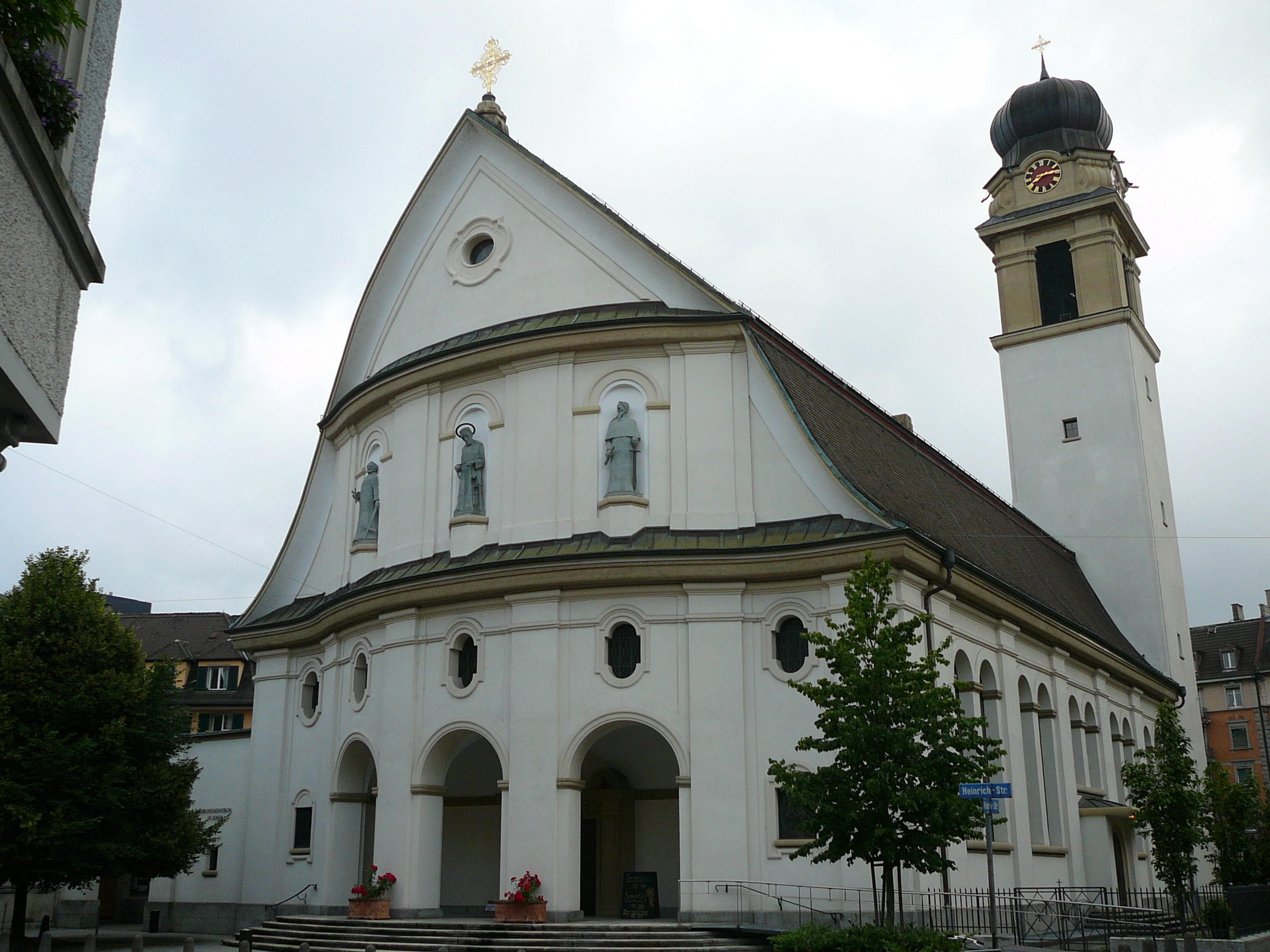
Statuen Hauptfassade Josefskirche

Vera Strasser-Eppelbaum (* 14. Februar 1884 in Kowel, Wolhynien, Russland, heute Ukraine; † 1. Juni 1941 in Zürich) war eine Schweizer Psychiaterin, Schriftstellerin, Bildhauerin und Vertreterin der Individualpsychologie.

## Leben
Vera Eppelbaum wurde in Kowel als Tochter des Jakob Awranow Eppelbaum und der Sophie geborene Markowna geboren. Sie besuchte das Mädchengymnasium in Odessa. Medizin studierte sie in Dorpat (heute Tartu) in Estland und in St. Petersburg. Wegen der Teilnahme an der revolutionären Bewegung in Russland wurde sie vom Studium ausgeschlossen.
Sie begab sich in die Schweiz und setzte das Medizinstudium an den Universitäten von Bern und 1909 in Zürich fort. Sie wurde 1911 an der Universität Zürich unter Eugen Bleuler mit der Arbeit Zur Psychologie der Aussage bei der dementia praecox promoviert. 1913 liess sie sich von ihrem ersten Mann, Abraham Isaak Kastelian-Kastelianski, scheiden und heiratete im gleichen Jahr Charlot Strasser. Von 1914 bis 1919 studierte sie Jurisprudenz an der Universität Zürich.
1910 besuchten Strassers in Wien erstmals Alfred Adler und dessen Frau Raissa, die ebenfalls Russin war und Kontakte mit revolutionären russischen Emigranten hatte. Vera Strasser übte Kritik an Sigmund Freuds Konzept des Unbewussten. In der Zeitschrift für Individualpsychologie von Adlers Verein für freie psychoanalytische Forschung erschien in Nummer 5 Vera Strasser-Eppelbaums Abhandlung Zur Psychologie des Alkoholismus.
Mit ihrem Mann verfasste sie Arbeiten zur Psychiatrie und zur Bekämpfung von Pseudowissenschaft und Aberglauben. Sie war jüdischer Herkunft, Sozialistin und Anhängerin von Leonhard Ragaz.
Als Plastikerin schuf sie Statuen und Büsten aus Gips, Stein und Bronzeguss, unter anderem für die Josefskirche in Zürich.

## Werke (Auswahl)
- Zur Psychologie des Alkoholismus (= Schriftenreihe des Vereins für freie psychoanalytische Forschung von Alfred Adler. Nr. 5). Reinhardt Verlag, München 1914.[3]
- mit Charlot Strasser: Nervöser Charakter, Disposition zur Trunksucht und Erziehung. In: Alfred Adler (Hrsg.): Heilen und Bilden. Sammelband. Reinhardt Verlag, München 1914.
- Psychologie der Zusammenhänge und Beziehungen. Springer-Verlag, Berlin 1921.
- Suggestion. 1927.
- Die Denkmethoden und ihre Gefahren. Thieme Verlag, Leipzig 1931.
- mit Charlot Strasser: Kurpfuscher und Gaukler beuten dich aus. Genossenschaftsbuchhandlung, Zürich 1935.[4]